# 2023年日本の補欠選挙
2023年日本の補欠選挙（2023ねんにほんのほけつせんきょ）では、日本における立法機関である衆議院および参議院における議員の欠員を補充するために2023年（令和5年）に行われた補欠選挙について取り上げる。

## 概要
補欠選挙は、議員が辞職あるいは死亡したこと等で、欠員が生じた場合にその欠員を補充するために行われる選挙である。2000年（平成12年）の公職選挙法改正によって、衆議院と参議院の補欠選挙及び再選挙（選挙の無効を起因とするものに限る。以下「統一対象再選挙」と記す）は4月と10月の年2回にまとめて実施されている。なお、補欠選挙の期日については、公職選挙法第33条の2において以下のように定められている。
- 9月16日から翌年の3月15日（第1期間）までに衆議院議員及び参議院議員の補欠選挙又は統一対象再選挙を行う事由が生じた場合は、当該期間直後の4月の第4日曜日に選挙を行う。
- 3月16日から9月15日（第2期間）までに衆議院議員及び参議院議員の補欠選挙又は統一対象再選挙を行う事由が生じた場合は、当該期間直後の10月の第4日曜日に選挙を行う。

以上をまとめると、2023年に補欠選挙の行われるタイミングとしては以下の通りとなる。
- 2022年9月16日から2023年3月15日までの間に補欠選挙を行う事由が生じた場合：2023年4月23日（4月第4日曜日）に投票。
- 2023年3月16日から9月15日までの間に補欠選挙を行う事由が生じた場合：2023年10月22日（10月第4日曜日）に投票。

2023年4月には、衆議院の4選挙区（2022年10月に実施できず、先送りされた2選挙区を含む。次項参照）、参議院の1選挙区で補欠選挙が行われた。
また10月には衆議院と参議院の各1選挙区で補欠選挙が行われ、ともに与野党の一騎打ちとなった。
第210回国会中の2022年11月18日に改正公職選挙法が成立し、衆議院では区割り変更が行われるが、新しい区割りは2024年の第50回衆議院議員総選挙から実施されるため、補欠選挙は旧区割りで行われた。
2023年に在職中の国会議員に係る補欠選挙の最終期限は以下の通りである。
- 第25回参議院議員通常選挙選出議員については、2024年（令和6年）9月15日までに欠員が生じた場合（同年10月の補欠選挙）
- 第49回衆議院議員総選挙選出議員については、解散がなければ2025年（令和7年）3月15日までに欠員が生じた場合（同年4月の補欠選挙）
- 第26回参議院議員通常選挙選出議員については、2027年（令和9年）9月15日までに欠員が生じた場合（同年10月の補欠選挙）

参議院の選挙区の場合、補欠選挙を行う実施要件は「（在任期間を同じくする議員の欠員の数が）通常選挙における当該選挙区の議員の定数の四分の一を超えるに至つたとき」（公職選挙法第113条第1項第4号）と規定されている。従って、定数が4人以上である埼玉県・東京都・神奈川県・愛知県・大阪府選挙区は、改選期が同じである議員の欠員が2人以上になるまで補欠選挙の実施要件を満たさないこととなる。
2023年8月30日に参議院神奈川県選挙区選出議員の島村大（自由民主党）が死去したが、2024年9月15日までに島村以外に2019年改選分の欠員が発生しなかったため、上記の実施要件規定により、2023年中を含め、任期中に補欠選挙は実施されず、2025年の第27回参議院議員通常選挙まで約2年間、欠員が続くことになった。
なお、2023年11月10日に衆議院島根県第1区選出議員の細田博之（自由民主党）が死去したが、欠員が生じたのが同年9月16日以降であるため、同選挙区の補欠選挙は2023年には実施されず、2024年4月に実施された。

## 4月の補欠選挙

### 概要
- 告示日
  - 参議院：2023年（令和5年）4月6日
  - 衆議院：2023年（令和5年）4月11日
- 投票日：2023年（令和5年）4月23日（第20回統一地方選挙・後半戦と同日）
- 選挙区：衆議院4選挙区、参議院1選挙区（2023年3月15日確定）

### 補欠選挙実施選挙区と実施事由
衆議院山口4区
- 選挙区：衆議院山口県第4区
- 選挙事由：安倍晋三（自由民主党）が2022年7月8日に銃撃を受け死去したことによる。

衆議院和歌山1区
- 選挙区：衆議院和歌山県第1区
- 選挙事由：岸本周平（無所属）が、2022年11月27日投開票の和歌山県知事選挙へ立候補のため、2022年9月1日に議員を辞職したことによる。

衆議院千葉5区
- 選挙区：衆議院千葉県第5区
- 選挙事由：薗浦健太郎（自由民主党）が、自らの不祥事により2022年12月21日に議員を辞職したことによる。

衆議院山口2区
- 選挙区：衆議院山口県第2区
- 選挙事由：岸信夫（自由民主党）が、体調不良により2023年2月7日に議員を辞職したことによる。

参議院大分県選挙区
- 選挙区：参議院大分県選挙区
- 選挙事由：安達澄（無所属）が、2023年4月9日投開票の大分県知事選挙（第20回統一地方選挙・前半戦）へ立候補のため、2023年3月10日に議員を辞職したことによる。

なお、上記のうち、衆議院山口4区と和歌山1区の補欠選挙については、2022年から先送りされて実施されたものである。
これは安倍・岸本両議員が当選した第49回衆議院議員総選挙について、投票翌日の2021年11月1日、いわゆる一票の格差を理由に選挙無効を求める訴訟が全国で提起され、2022年9月15日までに判決が確定しなかったため、公職選挙法第33条の2第7項の規定により、2022年10月の補欠選挙が実施できなかったことによるものである。2023年1月25日に最高裁判所大法廷が同選挙を合憲とする判決を下し、判決が確定したことにより、両選挙区の補欠選挙は本年4月に行われた。

### 衆議院山口県第4区
立候補者をめぐる動き
- 自由民主党内では、安倍後援会が安倍晋三の妻・昭恵に立候補を打診したが、2022年7月下旬の安倍派会合で昭恵は立候補しない考えを示した[7]。また、晋三の母・洋子は安倍派幹部らに「後継者は孫がいい」と語ったとされ、晋三の兄・寛信の長男が取沙汰されたが、本人に立候補の意思がなく、安倍後援会は擁立を断念[7][8]。次に晋三の実弟・岸信夫の長男の信千世の名が挙がったが、健康面に不安を抱える信夫は自身の選挙区・山口2区を信千世に譲る意向が強く、信千世自身も安倍後援会からの立候補の打診を断った[7][8]。また、昭恵は信夫に対し、信夫の次男の政界への興味を訪ねたが、信夫はその場で断った[8]。10月15日に安倍後援会は安倍の秘書を務めた前田晋太郎下関市長に立候補を打診したが、前田は熟慮の末に断った[7]。同日に行われた安倍の山口県民葬では、昭恵が「私も地域のためにこれから何か活動していきたい」と述べたため憶測を呼んだが、昭恵はその後改めて安倍後援会からの立候補の要請を断った[8]。このほか江島潔参議院議員や村岡嗣政知事、杉田水脈衆議院議員らの名前も浮上したが打診に至らなかった[7][8]。候補者擁立が難航する中でも安倍家の血を引く岸信千世への待望論は根強く、「今回は4区補選に出て、将来は（信夫の後継として）2区に戻る」という「スライド案」まで取沙汰されたが、11月に入ると信夫の体調はさらに悪化し、12月に信夫が自身の議員辞職もありうるとの考えを信千世に示すと、信千世は2区補選に立候補する意向を示した[8]。これを聞いた昭恵は下関市議会議員の吉田真次の擁立に動き[8]、吉田は2022年12月30日に立候補を表明[9]。2023年1月に山口県連が行った候補者公募には吉田を含む10人が応募し[10]、同月30日、県連は吉田を選任した[11]。
- 立憲民主党は2023年3月2日、元参議院議員でジャーナリストの有田芳生の擁立へ向け調整していると報じられ[12]同月12日に発表された[13]。
- NHK党（後に政治家女子48党）は2023年2月28日に党幹事長の黒川敦彦の擁立を決めたが[14]、3月29日、公認候補予定者を黒川から会社役員の渡部亜衣に差し替えると発表した[15]。
- 元新聞社社員の大野頼子が2023年3月27日、無所属での立候補を表明した[16]。
- 投資家の竹本秀之が2023年4月3日、無所属での立候補を表明した[17]。

| 氏名     | 年齢 | 党派           | 新旧 | 肩書                         | 推薦・支持 |
| -------- | ---- | -------------- | ---- | ---------------------------- | ---------- |
| 竹本秀之 | 69   | 無所属         | 新   | 投資家・元朝日新聞社社員     |            |
| 大野頼子 | 49   | 無所属         | 新   | 元新聞社社員                 |            |
| 有田芳生 | 71   | 立憲民主党     | 新   | ジャーナリスト・元参議院議員 |            |
| 吉田真次 | 38   | 自由民主党     | 新   | 元下関市議会議員             | 公明党推薦 |
| 渡部亜衣 | 37   | 政治家女子48党 | 新   | 製パン会社役員               |            |

#### 選挙結果
自民新人の吉田が、立憲新人で元参議院議員の有田らを破って初当選を果たした。
当日有権者数：239,874人　最終投票率：34.71%

| 当落 | 候補者名 | 年齢 | 所属党派       | 新旧 | 得票数   | 得票率 | 推薦・支持 |
| ---- | -------- | ---- | -------------- | ---- | -------- | ------ | ---------- |
| 当   | 吉田真次 | 38   | 自由民主党     | 新   | 51,961票 | 63.48% | 公明党推薦 |
|      | 有田芳生 | 71   | 立憲民主党     | 新   | 25,595票 | 31.27% |            |
|      | 大野頼子 | 49   | 無所属         | 新   | 2,381票  | 2.91%  |            |
|      | 渡部亜衣 | 37   | 政治家女子48党 | 新   | 1,186票  | 1.45%  |            |
|      | 竹本秀之 | 67   | 無所属         | 新   | 734票    | 0.90%  |            |

### 衆議院和歌山県第1区
立候補者をめぐる動き
- 自由民主党では、衆院転出に意欲を見せる世耕弘成参院幹事長や、前回この選挙区から出馬し落選した門博文元衆議院議員の擁立が取り沙汰されたが、県南部の新宮市を地盤に持つ世耕は党側から出馬の意向を聞かれ、固辞した[18]。一方で二階俊博元幹事長に近い県議らは「勝てる候補」として、衆院へのくら替えに意欲を示す鶴保庸介参議院議員の擁立に動いたが、二階周辺が主導する形での選考に、一部の地方議員が反発。そのため、世耕が選考委を設置して協議することを提案した[19]。県連が2023年2月中旬に行った情勢調査では、鶴保が支持を集める結果が出たが、二階と世耕に石田真敏衆議院議員を加えた三者協議の末、世耕と石田が推す門の擁立が決まった[20][21]。世耕は鶴保のくら替え擁立に反対した理由として、自民が参院で過半数を割り込んでいることや、前年の参院選での「1票の格差」を巡る訴訟の判決確定まで参院補選が実施できず、長く欠員が続くことを挙げたが、内実は、世耕が衆院転出を図る場合、二階と地盤が競合することから、主導権争いを制する必要があったとみられる[20][19][22]。一方で二階側としては、門も鶴保も二階派に所属しているため、どちらが候補者でも良く、鶴保を擁立しなかったことが参院からのくら替えを目指す世耕への牽制になること、門が勝てば二階派の議席が増え、仮に負けてもダメージが大きいのは世耕であることなどから世耕主導の候補者選定を容認した[20]。2月18日、和歌山県連は門の擁立を正式決定し[23]、25日、党本部も了承した[24]。
- 日本維新の会所属で和歌山市議会議員の林佑美は2023年3月3日、党公認で立候補する意向を表明した[25]。維新に対しては、水面下で自民党の安倍派や二階派幹部から候補者擁立を見送るよう打診があったが、維新側は「われわれの立場も分かってほしい」と党勢拡大のため候補擁立に動き、自民側の候補者が2025年日本国際博覧会（大阪・関西万博）を成功させる超党派議連の事務局長を務める鶴保ではなく、門となったことも主戦論を後押しした[20]。
- NHK党（後に政治家女子48党）は2023年2月28日、党職員の山本貴平の擁立を決めた[14]。
- 日本共産党は2023年3月8日、党県常任委員の国重秀明を公認候補として擁立することを発表した[26]。

| 氏名     | 年齢 | 党派           | 新旧 | 肩書                                       | 推薦・支持                 |
| -------- | ---- | -------------- | ---- | ------------------------------------------ | -------------------------- |
| 門博文   | 57   | 自由民主党     | 元   | 元国土交通大臣政務官・元ホテル運営会社社長 | 公明党推薦                 |
| 林佑美   | 41   | 日本維新の会   | 新   | 元和歌山市議会議員                         |                            |
| 国重秀明 | 62   | 日本共産党     | 新   | 日本共産党和歌山県委員会常任委員           | 社会民主党和歌山県連合支持 |
| 山本貴平 | 48   | 政治家女子48党 | 新   | 党職員・元物流会社社員                     |                            |

#### 選挙結果
維新新人の林が、二階や世耕といった自民党和歌山県連の面々に加えて東京都知事の小池百合子、和歌山県知事の岸本周平らの支援を受けた自民元職の門を筆頭とした他候補を破って初当選を果たした。日本維新の会は和歌山県の小選挙区で初めて議席を得た。
当日有権者数：304,221人　最終投票率：44.11%

| 当落 | 候補者名 | 年齢 | 所属党派       | 新旧 | 得票数   | 得票率 | 推薦・支持                 |
| ---- | -------- | ---- | -------------- | ---- | -------- | ------ | -------------------------- |
| 当   | 林佑美   | 41   | 日本維新の会   | 新   | 61,720票 | 47.47% |                            |
|      | 門博文   | 57   | 自由民主党     | 元   | 55,657票 | 42.80% | 公明党推薦                 |
|      | 国重秀明 | 62   | 日本共産党     | 新   | 11,178票 | 8.60%  | 社会民主党和歌山県連合支持 |
|      | 山本貴平 | 48   | 政治家女子48党 | 新   | 1,476票  | 1.14%  |                            |

### 衆議院千葉県第5区
立候補者をめぐる動き
- 自由民主党千葉県連は2023年2月21日、元国連職員の英利アルフィヤの擁立を決めた[27]。
- 立憲民主党は2023年1月17日、元千葉県議会議員の矢崎堅太郎の擁立を決めた[28]。
- 日本維新の会は2023年1月26日、一般社団法人代表の岸野智康の擁立を決めた[29]。
- 国民民主党は2022年12月21日、浦安市議会議員の岡野純子の擁立を決めた[30]。
- 日本共産党は2022年12月29日、元衆議院議員の斉藤和子の擁立を決めた[31]。
- NHK党（後に政治家女子48党）は2023年2月28日、主婦の織田三江の擁立を決めた[14]。
- 元市川市議会議員の星健太郎が立候補した（立候補表明時期は不詳）[32]。

立候補が取り沙汰された人物
- 中西宏晃 - 元外務省非常勤職員
  - 2023年3月15日に無所属での立候補を表明したが[33]、告示日に立候補を届け出なかった。

| 氏名           | 年齢 | 党派           | 新旧 | 肩書                               | 推薦・支持 |
| -------------- | ---- | -------------- | ---- | ---------------------------------- | ---------- |
| 英利アルフィヤ | 34   | 自由民主党     | 新   | 元国連職員                         | 公明党推薦 |
| 岡野純子       | 44   | 国民民主党     | 新   | 元浦安市議会議員                   |            |
| 織田三江       | 41   | 政治家女子48党 | 新   | 元信用金庫職員                     |            |
| 矢崎堅太郎     | 55   | 立憲民主党     | 新   | 元千葉県議会議員                   |            |
| 岸野智康       | 28   | 日本維新の会   | 新   | 一般社団法人代表・元参議院議員秘書 |            |
| 斉藤和子       | 48   | 日本共産党     | 元   | 日本共産党中央委員                 |            |
| 星健太郎       | 43   | 無所属         | 新   | 元市川市議会議員・元早稲田大学助教 |            |

#### 選挙結果
7人が立候補する混戦の中、自民新人の英利が立憲新人の矢崎らを破り、初当選を果たした。
当日有権者数：451,273人　最終投票率：38.25%

| 当落 | 候補者名       | 年齢 | 所属党派       | 新旧 | 得票数       | 得票率 | 推薦・支持 |
| ---- | -------------- | ---- | -------------- | ---- | ------------ | ------ | ---------- |
| 当   | 英利アルフィヤ | 34   | 自由民主党     | 新   | 50,578票     | 30.58% | 公明党推薦 |
|      | 矢崎堅太郎     | 55   | 立憲民主党     | 新   | 45,635.399票 | 27.59% |            |
|      | 岡野純子       | 44   | 国民民主党     | 新   | 24,842票     | 15.02% |            |
|      | 岸野智康       | 28   | 日本維新の会   | 新   | 22,952票     | 13.88% |            |
|      | 斉藤和子       | 48   | 日本共産党     | 元   | 12,360票     | 7.47%  |            |
|      | 星健太郎       | 43   | 無所属         | 新   | 6,561.599票  | 3.97%  |            |
|      | 織田三江       | 41   | 政治家女子48党 | 新   | 2,463票      | 1.49%  |            |

### 衆議院山口県第2区
立候補者をめぐる動き
- 自由民主党山口県連は2023年2月6日から15日にかけて候補者公募の受付を行った[34]。2月7日、岸信夫の長男の岸信千世が立候補を表明し[35][36]、同20日に県連は岸信千世の擁立を決定[37]。同月25日に自由民主党が公認を決定した[38]。岸信千世を巡っては、前述の通り安倍晋三後援会が山口4区補選の候補者として一時擁立を模索していたが、2022年12月に信夫が自身の体調悪化による議員辞職もありうるとの考えを信千世に示すと、信千世は信夫らに対し2区から立候補する意向を示していた[8]。
- 元法務大臣の平岡秀夫が2023年3月20日、無所属での立候補を表明した[39][40]。

立候補が取り沙汰された人物
- 石村智子 - 日本共産党中央委員会組織局員
  - 日本共産党山口県委員会が2023年3月16日に擁立を決定したが[41]、野党候補を平岡に一本化するため3月25日に擁立を取り下げた[42][43]。

| 氏名     | 年齢 | 党派       | 新旧 | 肩書                               | 推薦・支持 |
| -------- | ---- | ---------- | ---- | ---------------------------------- | ---------- |
| 平岡秀夫 | 69   | 無所属     | 元   | 元法務大臣                         |            |
| 岸信千世 | 31   | 自由民主党 | 新   | 元衆議院議員秘書・元フジテレビ記者 | 公明党推薦 |

#### 選挙結果
自民新人の岸が立憲元職の平岡の猛追を振り切り、初当選を果たした。岸は土田慎、馬場雄基に次いで3人目（西日本の選挙区では初）の平成生まれの国会議員となった。
当日有権者数：279,203人　最終投票率：42.41%

| 当落 | 候補者名 | 年齢 | 所属党派   | 新旧 | 得票数   | 得票率 | 推薦・支持 |
| ---- | -------- | ---- | ---------- | ---- | -------- | ------ | ---------- |
| 当   | 岸信千世 | 31   | 自由民主党 | 新   | 61,369票 | 52.47% | 公明党推薦 |
|      | 平岡秀夫 | 69   | 無所属     | 元   | 55,601票 | 47.53% |            |

### 参議院大分県選挙区
立候補者をめぐる動き
- 自由民主党大分県連は2023年3月11日、公募でクラブオーナーの白坂亜紀の擁立を決定した[44]。
- 立憲民主党内では、安達が知事選への立候補を表明した2022年11月以降、執行部が候補者探しを地元県連に任せ、思うように選定が進まなかった。2023年2月に入り、執行部は追い立てられるように作業を始め、候補予定者として吉田忠智参議院議員の名前が挙がったが、3月中旬時点では党県連や支援組織の自治労に慎重論が強く、さらに前回選挙で社会民主党の比例区から当選した吉田が補選に立候補した場合、立憲民主党ではなく社会民主党の候補が繰り上げ当選することなどから調整が難航した[45][46]。調整の結果、立憲民主党大分県連は3月19日に吉田の擁立を決定[47]。吉田は3月28日に参議院に議員辞職願を提出、同30日の本会議で許可され、議員を辞職した。吉田が当選した際の社会民主党の比例名簿のうち、個人得票数順2位と3位の候補者が既に名簿から削除されているため、4位の大椿裕子現同党副党首が繰り上げ当選した[48]。

立候補が取り沙汰された人物
- 小手川裕市 - 元別府市職員
  - 2023年3月16日に無所属での立候補を表明したが[49]、野党候補の一本化のため3月27日に立候補の見送りを表明した[50][注 2]。

| 氏名     | 年齢 | 党派       | 新旧 | 肩書                           | 推薦・支持                 |
| -------- | ---- | ---------- | ---- | ------------------------------ | -------------------------- |
| 白坂亜紀 | 56   | 自由民主党 | 新   | 飲食店経営                     | 公明党推薦                 |
| 吉田忠智 | 67   | 立憲民主党 | 前   | 元社会民主党党首・前参議院議員 | 日本共産党・社会民主党支持 |

#### 選挙結果
自民新人の白坂と立憲前職の吉田が激しく競り合い、白坂が341票差で吉田を下し、初当選を果たした。
2023年（令和5年）4月23日執行
当日有権者数：943,477人　最終投票率：42.48%（前回比：-10.50ポイント） 
| 当落 | 氏名     | 年齢 | 所属党派   | 新旧 | 得票      | 得票率 | 推薦・支持                 |
| ---- | -------- | ---- | ---------- | ---- | --------- | ------ | -------------------------- |
| 当   | 白坂亜紀 | 56   | 自由民主党 | 新   | 196,122票 | 50.04% | 公明党推薦                 |
|      | 吉田忠智 | 67   | 立憲民主党 | 前   | 195,781票 | 49.96% | 日本共産党・社会民主党支持 |

## 10月の補欠選挙

### 概要
- 告示日
  - 参議院：2023年（令和5年）10月5日
  - 衆議院：2023年（令和5年）10月10日
- 投票日：2023年（令和5年）10月22日
- 選挙区：衆議院1選挙区、参議院1選挙区（2023年9月15日確定）
- 上記の通り神奈川県選挙区は補選を行わないため、参議院は補選後の欠員が1となる。

### 補欠選挙実施選挙区と実施事由
衆議院長崎4区
- 選挙区：衆議院長崎県第4区
- 選挙事由：北村誠吾（自由民主党）が、病気のため2023年5月20日に死去したことによる。

参議院徳島県・高知県選挙区
- 選挙区：参議院徳島県・高知県選挙区
- 選挙事由：高野光二郎（自由民主党）が、自らの不祥事により2023年6月22日に辞職したことによる。

### 衆議院長崎県第4区
立候補者をめぐる動き
- 自由民主党長崎県連は2023年6月、区割り改定後の長崎3区支部長に金子原二郎元参議院議員の長男の金子容三を選任。新・長崎3区には現・長崎4区の全域が含まれることから、金子容三を補欠選挙候補者として内定した[53]。10月9日、公明党が金子の推薦を決定[54]。
- 立憲民主党は2023年8月22日、衆議院議員（比例九州ブロック）の末次精一を擁立すると発表した[55]。9月20日、社会民主党は末次を推薦すると発表した[56]。9月25日、共産党が末次を自主的に支援すると発表[57]。末次は国民民主党の地元組織からも支援を受けた[58]。
  - 末次は補選に立候補したため、公職選挙法の規定により衆議院議員を退職（自動失職）した。これにより比例九州ブロックの次点者の屋良朝博（前衆議院議員、沖縄3区と重複立候補）が繰上当選した[59]。

立候補が取り沙汰された人物
- 山下博史 - 長崎県議会議員（佐世保市・北松浦郡選挙区選出）
  - 北村から生前に後継指名を受け、自由民主党長崎県連の候補者選考に応募したが落選。

| 氏名     | 年齢 | 党派       | 新旧 | 肩書             | 推薦・支持     |
| -------- | ---- | ---------- | ---- | ---------------- | -------------- |
| 末次精一 | 60   | 立憲民主党 | 前   | 元長崎県議会議員 | 社会民主党推薦 |
| 金子容三 | 40   | 自由民主党 | 新   | 元証券会社社員   | 公明党推薦     |

#### 選挙結果
自民新人の金子が立憲前職の末次の猛追を振り切り、初当選した。
当日有権者数：243,185人　最終投票率：42.19%

| 当落 | 候補者名 | 年齢 | 所属党派   | 新旧 | 得票数   | 得票率 | 推薦・支持     |
| ---- | -------- | ---- | ---------- | ---- | -------- | ------ | -------------- |
| 当   | 金子容三 | 40   | 自由民主党 | 新   | 53,915票 | 53.48% | 公明党推薦     |
|      | 末次精一 | 60   | 立憲民主党 | 前   | 46,899票 | 46.52% | 社会民主党推薦 |

### 参議院徳島県・高知県選挙区
立候補者をめぐる動き
- 自由民主党高知県連は2023年8月5日、高知県議会議員（須崎市選挙区選出）の西内健の擁立を決定[60]。その後、同党徳島県連が候補者擁立を断念して西内の支援を決定したため、西内が公認候補となった[61]。
  - 西内は補選に立候補するため、高知県議を辞職。これに伴い県議の補欠選挙が須崎市選挙区で行われ、自民党新人の竹内健造が無投票で当選した[62][63]。

- 立憲民主党高知県連は元参議院議員・元衆議院議員の広田一に出馬要請を行い、広田は無所属で出馬する考えを示した[64]。広田は2023年8月18日に、無所属での出馬を正式表明した[65]。9月25日、共産党が広田を支援すると発表[57]。広田は国民民主党と社民党の地元組織からも支援を受けた[58]。

立候補が取り沙汰された人物
- 加藤漠 - 高知県議会議員（宿毛市・大月町・三原村選挙区選出）
- 西内隆純 - 高知県議会議員（高知市選挙区選出）
  - いずれも自由民主党高知県連の候補者選考に応募したが落選。
- 飯泉嘉門 - 前徳島県知事
  - 自由民主党徳島県連が擁立を検討したが断念。
- 大石隆英 - 農家
  - 2023年6月23日に立候補を表明したが[66][67]、供託金が集まらなかったとして立候補を断念した[68][69]。

| 氏名   | 年齢 | 党派       | 新旧 | 肩書                                         | 推薦・支持 |
| ------ | ---- | ---------- | ---- | -------------------------------------------- | ---------- |
| 広田一 | 55   | 無所属     | 元   | 元衆議院議員・元立憲民主党国会対策委員長代理 |            |
| 西内健 | 56   | 自由民主党 | 新   | 元高知県議会議員・元自由民主党高知県連幹事長 | 公明党推薦 |

#### 選挙結果
野党4党の支援を受けた無所属元職の広田が自民新人の西内に91,000票余りの差をつけ、3選。
2023年（令和5年）10月22日執行
当日有権者数：1,193,275人（徳島：609,313人　高知：583,962人）　最終投票率：32.16%（徳島：23.92%　高知：40.75%） 
| 当落 | 氏名   | 年齢 | 所属党派   | 新旧 | 得票      | 得票     | 得票      | 得票率   | 得票率 | 得票率 | 推薦・支持 |
| 当落 | 氏名   | 年齢 | 所属党派   | 新旧 | 総得票    | 徳島     | 高知      | 総得票率 | 徳島   | 高知   | 推薦・支持 |
| ---- | ------ | ---- | ---------- | ---- | --------- | -------- | --------- | -------- | ------ | ------ | ---------- |
| 当   | 広田一 | 55   | 無所属     | 元   | 233,250票 | 83,637票 | 149,613票 | 62.15%   | 59.36% | 63.83% |            |
|      | 西内健 | 56   | 自由民主党 | 新   | 142,036票 | 57,253票 | 84,783票  | 37.85%   | 40.64% | 36.17% | 公明党推薦 |